# Tabas Gilaki
Tabas (abans Tabas-al Tamr, més tard Tabas Gilaki, avui dia Tabas, en persa: طبس) fou una antiga ciutat de Pèrsia oriental al Kuhistan occidental, al centre del Gran Desert a un encreuament de rutes, i avui a la província de Yedz a l'Iran.
Els musulmans hi van arribar per primer cop sota el califa Umar, obra de contingents procedents de Kirman manats per Abd Allah ibn Budayl al-Khuzai que va fer un tractat de capitulació amb els habitants. Al segle X era una fortalesa amb una mesquita. El geògraf Nasir Khusraw hi va passar el 1051 quan ja portava el nom de Tabas Gilaki; al final del segle se'n van apoderar els ismaïlites i el 1102 fou atacada i quasi destruïda per un exèrcit seljúcida enviat per Sandjar. Va subsistir però ja no es va recuperar; a l'inici del segle xvi fou atacada pels uzbeks que la van devastar. El 1621 hi va arribar el primer europeu, el silesià Heinrich von Poser. Als primers anys del segle xix el cap local, un àrab de nom Mir Husayn Khan, era virtualment independent i disposava d'un exèrcit considerable.; però el seu poder va declinar ràpid i quan Lord Curzon va marcar la frontera amb l'Afganistan, el cap local Mirza Bakir al-Mulk només aportava 150 homes a l'exèrcit persa. Al segle xx fou part de la província del Khurasan on fou un districte; després fou inclosa a la província de Yadz i erigida en capital d'un comtat. La població el 1950 era de 8.114 habitants i el 2006 era de 30.681 habitants. Degut a la pèrdua d'importància de Tabas Masinan, aquesta ciutat es coneix ara només com Tabas.